# Partizánska Ľupča
Partizánska Ľupča (in ungherese Németlipcse, in tedesco Deutschliptsch) è un comune della Slovacchia facente parte del distretto di Liptovský Mikuláš, nella regione di Žilina.

## Storia
Nelle cronologie storiche, il villaggio è stato citato per la prima volta nel 1252.